# Jean-Barkès Gombé-Ketté
Jean-Barkès Gombé-Ketté, né le 6 mai 1953 à Bossangoa (Ouham), est un chef d’entreprise et homme politique franco-centrafricain, maire de Bangui de 2003 à  2011.

## Biographie

### Jeunesse
Jean-Barkès, est le sixième enfant d’une famille de chefferie traditionnelle de Bossangoa. Après des études secondaires en Centrafrique, il poursuit ses études supérieures en France, au milieu des années 1970, dans les domaines du droit et de l’informatique. 

### Carrière professionnelle
Ingénieur en informatique, il exerce des responsabilités dans diverses compagnies d’assurances à Paris, ce qui le conduit à entrer en relation avec Michel Baroin, président du groupe GMF, que l’on considère comme son mentor.

### Carrière d’entrepreneur
En 1997, il retrouve son pays d’origine, la République centrafricaine, où il crée et dirige des entreprises d’informatique, ainsi qu’un restaurant dans le quartier Sassara au nord de Bangui.

### Carrière politique
En 2003, après l’arrivée au pouvoir du président Bozizé, il est nommé maire Bangui. Il demeure près de huit ans à la tête de la cité et œuvre notamment à l’amélioration et à l’informatisation des services municipaux. Il se distingue par ses actions en faveur de la propreté et des espaces verts de la ville. On lui doit l’aménagement du jardin du cinquantenaire, ainsi que Bangui-plage. 
En 2014, il est candidat à la présidence de transition pour succéder à Michel Djotodia. Il se présente ensuite à l'élection présidentielle de 2015.